# 15-а среща на БРИКС
Петнадесетата среща на върха на БРИКС се провежда от 22 до 24 август 2023 г. в южноафриканския град Йоханесбург. Южноафриканският президент Сирил Рамафоса кани държавните глави на 67 страни по света за участие в срещата, включително на повече от 60 държавни и правителствени ръководители на африкански страни и страни от така наречения Глобален юг като Бангладеш, Боливия, Индонезия и Иран.
Срещата е ключова в геополитически план с оглед фона, на който се провежда – военния конфликт в Украйна, продължаващ вече втора година с всички изгледи да бъде продължителен. Срещата засвидетелства изключителния интерес към присъединяването към съюза на 22 държави, като над 40 държави са проявили интерес към членство в организацията, разглеждана като глобална алтернатива на съществуващия световен ред от края на ВСВ. В резултат от одобрените принципи за прием се оказва, че само Аржентина, Обединените арабски емирства и Саудитска Арабия ще имат тази възможност в близко бъдеще.
Руският президент Владимир Путин не участва в срещата поради издадената срещу него заповед за арест от МНС, към която международна организация се е присъединила Република Южна Африка. Независимо от това Путин отправя специално видеообръщение към участниците в срещата под наслов: „Дедоларизацията е необратима“.
На срещата се гледа като на ключова такава, защото преди нея Китай издига парадигмата за нов икономически блок в конкуренция на Г-7, което влече след себе си геополитически последствия. Срещата завършва с решение за разширяване на БРИКС с още шест държави, считано от януари 2024 година – Иран, Обединените арабски емирства, Саудитска Арабия, Аржентина, Египет и Етиопия. 